# Kargopoli járás

A Kargopoli járás az Arhangelszki területen

A Kargopoli járás (oroszul Каргопольский муниципальный район) Oroszország egyik járása az Arhangelszki területen. Székhelye Kargopol.

## Népesség
- 1989-ben 24 589 lakosa volt.
- 2002-ben 21 514 lakosa volt.
- 2010-ben 18 466 lakosa volt.